# Dagenham

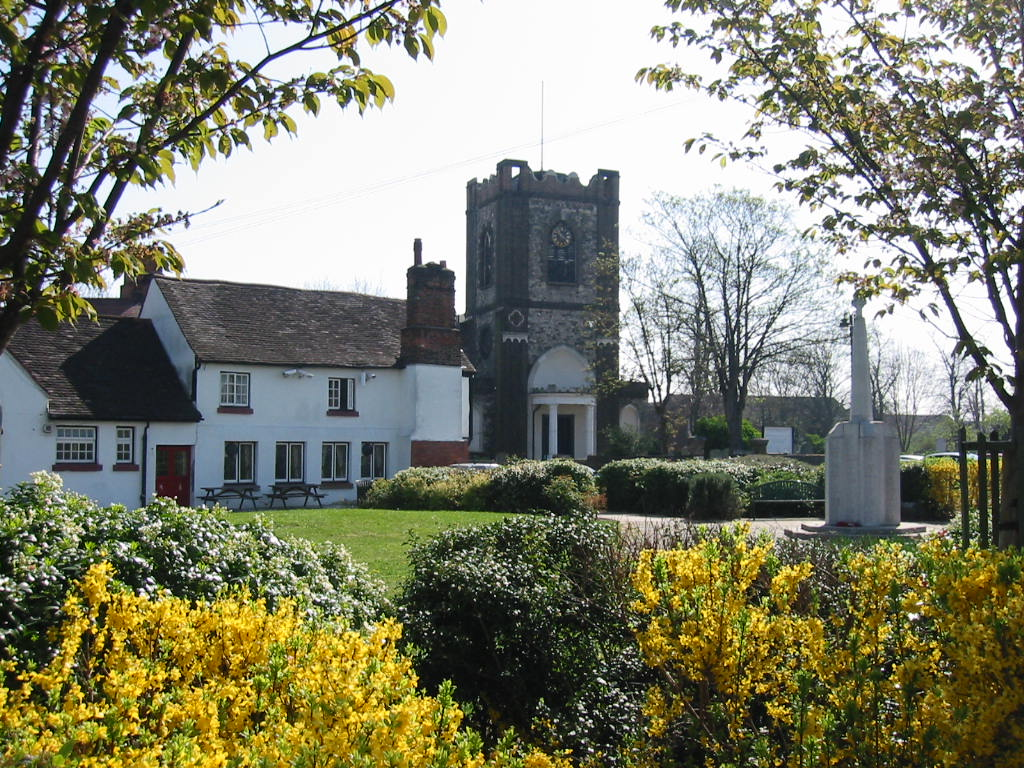
Kyrka i Dagenhams centrum.

Dagenham är en stadsdel (district) i London Borough of Barking and Dagenham, nordöstra London.
Fram till 1920-talet var Dagenham ett stationssamhälle i grevskapet Essex. Då började samhället växa i mycket snabb takt. 1926 blev Dagenham ett urbant distrikt och 1938 fick orten status som municipal borough. 1965 gick kommunen upp i London och blev en del av dess borough Barking and Dagenham.
Stadsdelen har en kyrka från 1200-talet. Londons tunnelbana (District Line) har stopp på stationerna Becontree, Dagenham Heathway och Dagenham East. Även järnvägsstationen Chadwell Heath ligger nära Dagenham.
I Dagenham tillverkade Ford motorer. Fordfabriken hade funnits på orten sedan 1931. Den tillverkade bilar fram till 2002 och hade som mest 40 000 anställda. Därefter inriktades tillverkningen på dieselmotorer. I oktober 2012 kom ett meddelande om att fabriken skulle stängas vid sommaren år 2013.